# Дучан
Дуча́н (кит. упр. 都昌, пиньинь Dūchāng) — уезд городского округа Цзюцзян провинции Цзянси (КНР).

## История
Уезд был выделен из уезда Пэнцзэ во времена империи Тан в 622 году. Его название означало «повсюду — Чан», и было связано с тем, что на юге от него находился уезд Наньчан, а на западе — уезд Цзяньчан.
6 сентября 1949 года был образован Специальный район Цзюцзян (九江专区), и уезд вошёл в его состав. В 1970 году Специальный район Цзюцзян был переименован в Округ Цзюцзян (九江地区). 27 июля 1983 года город Цзюцзян и округ Цзюцзян были объединены в городской округ Цзюцзян.

## Административное деление
Уезд делится на 12 посёлков и 12 волостей.